# João Canijo
João Canijo (Porto, 10 de desembre de 1957) és un director de cinema portuguès. La seva pel·lícula Ganhar a Vida es va projectar a la secció Un Certain Regard al 54è Festival Internacional de Cinema de Canes. La seva pel·lícula de 2011 Sangue do Meu Sangue va ser seleccionada com a entrada portuguesa per l'Oscar a la millor pel·lícula de parla no anglesa als Premis Oscar de 2012, però no va entrar a la llista final.
La seva pel·lícula de 2023 Mal Viver va guanyar l'Ós de Plata Premi del Jurat al 73è Festival Internacional de Cinema de Berlín
Abans del seu debut com a director, Canijo va treballar com a ajudant de direcció per a Wim Wenders a Der Stand der Dinge (1982) i per a Werner Schroeter a Le Roi des roses.

## Filmografia
- Três Menos Eu (1988)
- Filha da Mãe (1989)
- Alentejo Sem Lei (1990)
- Sapatos Pretos (1998)
- Ganhar a Vida (2001)
- Noite Escura (2004)
- Mal Nascida (2008)
- Lusitanian Illusion (2010)
- Sangue do Meu Sangue (2011)
- É o Amor (Obrigação)
- Mal Viver (2023)
- Viver Mal (2023)

## Premis i distincions
Festival Internacional de Cinema de Sant Sebastià
| Any  | Categoria                                 | Pel·lícula           | Resultat  |
| ---- | ----------------------------------------- | -------------------- | --------- |
| 2011 | Premi TVE - Otra Mirada - Menció especial | Sangue do Meu Sangue | Guanyador |
| 2011 | Premi FIPRESCI                            | Sangue do Meu Sangue | Guanyador |